# Batrachedrodes supercincta
Batrachedrodes supercincta là một loài bướm đêm thuộc họ Batrachedridae. Nó là loài đặc hữu của Maui.
Ấu trùng có thể ăn a fern species.